# دافی داک
دافی داک (به انگلیسی: Daffy Duck) یک شخصیت انیمیشنی است که توسط تولیدات لئون شلسینگر، تکس اوری و باب کلامپت شکل‌ گرفته‌است. او یک اردک سیاه آمریکایی شبیه انسان است و در مجموعه انیمیشن‌هایی مانند لونی تونز و مری ملودیز به‌عنوان بهترین دوست باگز بانی و پورکی پیگ به تصویر کشیده شده‌است. او یکی از اولین شخصیت‌های جدید "اسکروبال" بود که در اواخر دهه ۱۹۳۰ ظاهر شد تا جایگزین شخصیت‌های سنتی همه افراد شود که در اوایل دوران محبوبیت ییشتری داشتند، مانند میکی ماوس، پورکی پیگ و ملوان زبل.
دافی در ۱۳۰ انیمیشن کوتاه در دوران طلایی بازی کرد که او را به سومین شخصیت پرتکرار در لونی تونز و مری ملودیز تبدیل کرد. در مقابل، باگز بانی در ۱۶۷ انیمیشن و پورکی پیک در ۱۵۳ انیمیشن حضور داشته‌اند؛ به ویژه باب کلامپت، رابرت مک‌کیمسون و چاک جونز نقش دافی داک را برعهده گرفته‌بودند. او در فیلم های هرج مرج فضایی، لونی تونز: بازگشت به مبارزه، هرج و مرج فضایی ۲ و کریسمس لونی تونز ظاهر شده است.
دافی در رده چهاردهمین شخصیت انیمیشنی برتر از لیست ۵۰ شخصیت انیمیشنی برتر تی‌وی گاید قرار گرفت.